# اسکات اریژن
ژان اسکات اریژن یا جوهانس اسکوتوس اریجینا (Johannes Scotus Eriugena) ‏(۸۱۵ یا ۸۱۰ میلادی - ۸۷۷ میلادی) دین‌شناس، فیلسوف نوافلاطونی و شاعر ایرلندی سده نهم میلادی بود. وی بیشتر بخاطر ترجمه و تفسیر اثر دیونوسیوس مجعول (Pseudo-Dionysius) معروف است.

## زندگی
وی در حدود سال ۸۱۰ در ایرلند زاده شد و در صومعه‌های ایرلند تحصیل کرد. حدود سی سالگی به فرانسه رفت و هنگامی که بیش از ۵۰ سال داشت، مهم‌ترین کتابش را با عنوان «درباره تقسیمات طبیعت» نوشت و در حدود ۶۵ سالگی نیز فوت کرد. از زندگی اریژن اطلاعات دقیقی در دست نیست و تنها کتاب‌های او در دسترس هستند. علاوه بر کتاب «درباره تقسیمات طبیعت»، ترجمه‌هایی از آثار یونانیان به ویژه دیونیسوس و تفسیر انجیل یوحنا نیز از وی باقی‌مانده است. او به وسیله چارلز تاس به ریاست فرهنگستان ایرلند انتخاب گردید. آلفرد بزرگ او را رئیس خانقاه مامسبری کرد. اریجینا توسط راهبان خانقاه مزبور در سال ۸۷۷ کشته شد.

## ترجمه انجیل
او از میان انجیل‌ها، انجیل یوحنا را برای ترجمه انتخاب کرد، زیرا طبق سنت مسیحیان، این انجیل آخرین روایت از زندگی مسیح(ع) به حساب می‌آید و از معقولیت و استدلال بیشتری نسبت به سایر روایت‌ها برخوردار است. اریژن چهار عنصر خاک، آب، هوا و آتش را در تفسیر انجیل یوحنا مبنا قرار می‌دهد. برای او، آب و خاک مربوط به علم تاریخ و خلقیات است. هوا نیز مربوط به طبیعیات می‌شود. آتش نیز با الهیات مرتبط است

## دیدگاه‌ها
فلسفه او شاعرانه‌است. به نظر او خدا جوهر همه اشیاء است و هیچ‌کس قادر نیست او را مستقیماً بشناسد. طبق عقیده اریژن، وحی در فهم دین اهمیت بسیار دارد، اما این وحی نیز باید به عقل منجر شود و عقل و وحی باید با یکدیگر همکار شوند. هنگامی که درجه انسان در خداشناسی بالا می‌رود، عقل و وحی به اوج همکاری می‌رسند. اریژن نیز مانند افلاطون و ارسطو، شناختن و علم را سعادت می‌داند. منظور اریژن از شناخت، شناخت عقلی است. عقل واقعی جستجوگر و پژوهشگر است که در مراحل پیشرفته‌تر دست به ابداع می‌زند. برای او حکمت واقعی با علم تحصلی امروزی ما فرق دارد. او در برابر این علم کاربردی، حکمتی را قرار می‌دهد که از آن با عنوان «حکمت واقعی» یاد می‌کند و معتقد است همین حکمت ما را به خدا می‌رساند.
او را نخستین حکیم اسکولاستیک می‌دانند. او مدعی‌ست که حکمت حقیقی با دیانت مخالف نیست و حکم خدا آن است که عقل به آن حکم می‌کند و در باب حقیقت خلقت متمایل به نظر افلاطون و وحدت وجود است. به مثل افلاطونی قائل و آنها را صادر اول و مخلوق بی‌واسطه خداوند و خلاق موجودات می‌شمارد. مخلوق را ناشی از ذات باری و مظهر او می‌داند. انسان را عالم صغیر و مرکز و خلاصه عالم خلقت می‌پندارد و می‌گوید در آغاز تن انسان، پاک و شبیه به ذات الوهیت خلق شده بود، سپس جدایی افتاد و از شباهت دور شد و باید با طی مراحل چند دوباره به خدا بازگشت.